# 高野穆一郎
高野 穆一郎（たかの ぼくいちろう）は、日本の地球化学者。東京大学名誉教授。

## 人物・経歴
1965年東京都立大学理学部卒業。1967年東京都立大学大学院理学研究科修士課程修了。綿抜邦彦の面接を受け、東京大学教養学部化学教室助手に採用され、1987年東京大学教養学部助教授。1995年東京大学教養学部教授。2003年定年退職、東京大学名誉教授。専門は地球化学。

## 著作
- 『多摩川河口域における悪臭発生機構に関する基礎研究 : 特に底泥における硫黄起源の悪臭物質について』とうきゅう環境浄化財団 1993年
- 『インドネシアにおける活動的火口湖の地球化学的研究』 1996年、科学研究費助成事業、研究課題/領域番号 08041099
- 代表研究者 高野穆一郎『火山、熱水、堆積環境における硫黄族元素の形態と挙動』研究課題/領域番号 10440158、2001年。
- 『多摩川流域河川堆積物および土壌有機物中の硫黄、セレンの挙動』とうきゅう環境浄化財団 2002年
- 『中学理科の精解と資料 : くわしい学習事典 1分野,2分野』文英堂 2002年
- 『中学理科1分野の発展的学習』文英堂 2006年

## 翻訳
- 『元素大百科事典』（共訳）朝倉書店 2007年